# 파루크 알샤라
파루크 알샤라(아랍어: فاروق الشرع Farouk al-Sharaa[*], 1938년 12월 10일 ~ )는 시리아의 정치가이자 외교관이다.  그는 바트주의 시리아의 정부에서 가장 현저한 공무원들 중의 하나로 외무장관 (1984년~2006년), 그러고나서 2014년까지 부통령을 지냈다.

## 초기 생애와 교육
다라에서 다라주 출신의 수니파 이슬람교 가족에게 태어난 샤라는 1960년대에 다마스쿠스 대학교에서 영어를 전공하여 1964년 영문학과에서 인문사회 학사를 취득하였다.  그후 영국으로 유학을 떠나 1971년과 1972년 런던 대학교에서 국제법에서 강좌를 수강하였다.

## 초기 경력 (1963년 ~ 1989년)
1963년 샤라는 바트당 중앙 위원회의 일원이 되었다.  그는 1968년부터 1972년까지 런던에서 국영 시리아 항공의 지역 관리자, 그리고 1972년부터 1976년까지 다마스쿠스에서 상업 이사를 지냈다.  1977년과 1980년 사이에 그는 이탈리아 주재 시리아 대사를 지냈다.  1980년 그는 외무차관으로 임명되었다.  1984년 샤라는 권한대행 정보부 장관으로 임명되었다.  그해 3월 당시 시리아의 대통령 하페즈 알아사드는 그를 외무장관으로 임명하였다.

## 아사드 정부의 보수파

1993년 백악관에서 빌 클린턴 대통령을 만나는 알샤라

샤라는 아사드 행정부의 보수파로 남아있었다.  그는 시리아를 위하야 더욱 나은 관계들을 얻는 데 많은 국가들과 협상에서 매우 활동적으로 지내왔다.  이 협상의 거의는 시리아의 레바논과 이스라엘과의 관계들을 연루시켰다.  샤라는 제3차 중동 전쟁에서 시리아로부터 차지했던 골란고원의 전체를 이스라엘이 돌려주어야 하는 것을 유지하였다.  1991년과 1993년 사이에 그는 바르셀로나 진행에서, 그리고 미국의 대통령들 조지 H. W. 부시와 빌 클린턴과 함께 협상들을 지도하였다.
그는 자신이 1996년 일찍이 이래 교착 상태에 빠진 이스라엘-시리아 평화 협상을 재개하는 목적과 함께 백악관에서 클린턴과 에후드 바라크와 회의를 열었을 때 1999년 12월 이스라엘과 화해를 협상하는 2개의 시도들에 연루되었다.  평화 회담은 웨스트버지니아주 셰퍼즈타운에서 2000년 1월까지 지속되었으나 결코 실현되지 않았다.

## 바샤르 알아사드 아래 (2000년 ~ 2011년)

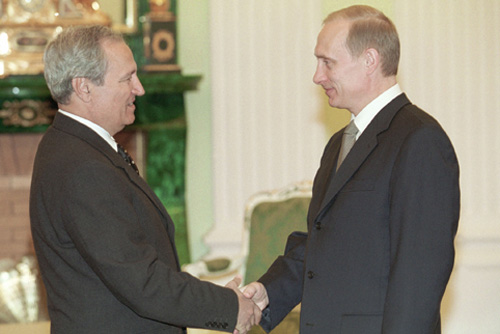
2001년 크렘린에서 러시아의 블라디미르 푸틴 대통령과 함께

2000년 6월 하페즈 알아사드의 사후, 그의 아들 바샤르 알아사드가 몇몇의 장기적 내각원들을 없애는 데 몇번이나 자신의 내각을 재개조하였다.  하지만 샤라는 직위에 남아있었고 세계에서 가장 장기적으로 지낸 외무장관들 중의 하나가 되었다.  그것은 2005년 10월 그가 레바논의 라피크 하리리 전 총리의 암살 사건에서 가능한 시리아의 연루의 조사에 관하여 국제 조사원들을 그릇되게 안내한 것으로 고발을 당했을 때 샤라가 강제로 사임해야 할 것으로 믿어졌다.  바샤르 알아사드와 더불어 샤라는 하리리 전 레바논 총리의 2005년 2월 사망으로 유엔의 조사의 과정 동안 2006년 4월 인터뷰를 하였다.
그는 결국 외교 사무를 담당하는 데 시리아의 부통령이 되었을 때 2006년 2월 11일 외무장관으로서 자신의 직위를 떠났다.  이 직위는 압둘 할림 하담이 떠난 이후로 1년간 비어있었다.  어떤이들은 그가 많은 외교관과 세계 지도자들과 연락을 잃는 데  시리아 정치에서 공적인 역할을 덜 맡을 것으로 예상되었기 때문에 부통령으로서 그의 임명을 강등으로 보았다.  시리아에서 부통령은 정통적으로 의례적인 역할이다.  하지만 다른이들은 샤라가 더욱 가끔 시리아에 있을 이래 이제 의사결정에 더욱 큰 역할을 할 것을 믿었다.  이벤트에서 샤라는 부통령으로서 유명 해외 여행에 참여하여 자신의 역할이 국제 무대에서 활발하게 활동할 것으로 예상될 것을 나타냈다.  샤라가 아직도 부통령인 동안 만약 아사드 대통령이 사임하거나 사망한다면 그는 또한 대통령 권한대행이 될 것이었다.
2007년 9월 샤라는 교황 베네딕토 16세와 만나 시리아에서 이라크 기독교 난민들의 곤경, 중동의 평화 과정과 시리아에서 교회의 역할과 상태를 논의하였다.  2011년 후에 샤라는 시리아에서 "국민 대화" 위원회의 의장이었다.  2000년 샤라는 또한 바트당의 리더십으로 임명되었고 그의 기간은 2013년 7월에 끝났다.  2014년 부통령에서 그의 기간은 끝났다.  그후에 그는 자신의 탈주에 관한 소문들의 출현과 함께 정치적으로든 개인적 차원에서든 오랫동안 시야에서 사라졌으며 2018년 10월 튀니지에 거주하는 시리아의 시인 하디 다니엘과 함께 나타나는 것 만으로 돌아왔다.

## 시리아 내전 (2011년 ~ 2024년)
2011년 시리아 혁명의 발발 후, 샤라는 과도기 동안 아사드를 위하여 가능한 대체로 보였다.  시리아를 위하여 유엔-아랍 연맹 공동 특별 대표 코피 아난의 이행 계획은 선거가 열릴 때까지 과도 대통령으로서 샤라를 포함하였다.
2012년 7월 바샤르 알아사드와 아난 사이의 회담에서 샤라의 결석은 그가 감금되었거나 요르단으로 달아났다는 보고들로 이끌었다.  하지만 샤라는 7월 18일 다마스쿠스에서 암살된 3명의 고위급 공무원들의 장례식에서 바샤르 알아사드를 대표하였다.

## 아사드 정권의 붕괴 후
2024년 13월 아사드 정권의 붕괴와 타흐리르 알샴의 전직 지도자 아흐마드 알샤라의 과도 정부 수립에 이어 파루크는 다마스쿠스에서 다가오는 국민 대화 회의에서 아흐마드로부터 초청을 받아들였다.  하지만 그는 이후에 2025년 2월 시리아 국민 대화 회의에서 참가한 것으로 보고되지 않았다.

## 개인 생활
샤라는 결혼을 하고 2명의 자녀를 두었다.
파루크 알샤라는 현직 대통령 아흐마드 알샤라의 삼촌이다.